# Sokilcea, Popilnea
Sokilcea (în ucraineană Сокільча) este localitatea de reședință a comunei Sokilcea din raionul Popilnea, regiunea Jîtomîr, Ucraina.

## Demografie
Componența lingvistică a localității Sokilcea
     Ucraineană (98,79%)
     Alte limbi (1,21%)
Conform recensământului din 2001, majoritatea populației localității Sokilcea era vorbitoare de ucraineană (98,79%), existând în minoritate și vorbitori de alte limbi.

## Legături externe
- pl Sokolcza în Dicționarul geografic al Regatului Poloniei și al altor țări slave, volum XI (Sochaczew — Szlubowska Wola) 1890